# Марко Даскалов
Марко Николов Даскалов е български лекар, хирург, професор.
Марко Даскалов получава началното си образование в с. Смилец, средно в Пловдив и висше в Медицинския факултет в Пловдив, с отличен успех.

## Кариера
От 1956 до 1959 г. работи като ординатор-хирург и след 7 месеца завеждащ хирургично отделение и работи по съвместителство като гинеколог в Околийската болница, Ивайловград и Раковски.
През 1959 – 1961 г. е ординатор в катедра по болнична хиругия в Клиниката по ортопедия в Пловдив. Преподавател по хирургия на медицински сестри и акушерки.
1962 – 1970 г. – гл. асистент в Катедрата по хирургия, клиника по коремна хирургия и ендокринно отделение, завеждащ отделение по коремна хирургия във Втора хирургия на Александровската университетска болница, София.
1978 г. – доцент, 1986 г. – професор, завеждащ отделение по коремна хирургия, заместник-завеждащ Катедрата по хирургия, временно завеждащ клиника в ИЛЧГ. След 1999 г. е пенсионер от Александровската болница, преподавател на кинезитерапевти в Спортната академия, на работа в ИСМП по договор с НЗОК, за хирургия Софияпрес и по ортопедия и травматология, „ДКЦ 23“ ООД, София и хирург в ДКЦ „Св. Лука“, диабетен център.

## Научна дейност
Специализира в катедрата по хирургия с урология (Медицински факултет в Пловдив), 1958 – 1959 г., изпит в ИСУЛ – 1959 г., специализира по ортопедия и травматология в Медицинския факултет в Пловдив, изпит в ИСУЛ – 1961 г.
Една година специализира в клиниките по специална хирургия в Париж. Обучение на студентски групи в Чехия и Полша.
Научната си дейност започва в гр. Раковски, 1959 г. с нов органощадящ метод – цялостна екстирпация на ефинококовите кисти на черния дроб чрез хидравлично отслояване на капсула фиброза.
От 1960 до 1961 г. в Клиниката по ортопедия в Пловдив – нови методи артродеза на ТБС с фрагмент от трохантер майор и сърповиден достъп до ставата, остеосинтеза на ключицата (компресионно-дистаркционно) без нужда от имобилизация, с подвижност в ставата.
В Клиниката по болнична хирургия на Медицински факултет, София – нови методи аутопластика на ингвинална херния при голям дефект с помощта на фасция лата, нов метод Басини-Кимбаровски-Даскалов при ингивинални хернии. Аутопластика при хернии с деепидермирано с електронож кожно ламбо. Ксенопластика с БАП с вътрешен и външен слой. Напречна пластика при хернии /пъпни, следоперативни/ и вентер пропенденс с изкуствен пъп. Вертикална пластика при пъпна убиликална херния с вентер препенденс. Комбинирана хоризонтална с вертикална пластика при пъпна умбиликални хернии и вентер пропенденс. Подобрена вентрофиксация на матката при спадане и изпадане на вагината и матката с незадържане на урината. Комбинирана ректо-утеро и вентрофиксация на матката и правото черво и вагинален пролапс. Кобинирана операция на Кюмел с вентрофиксация. Комбинирана операция на Кмел с Тирш. Експериментален нов метод – резекция на черния дроб. Експериментален нов метод – резекция на панкреас, ново виждане за трансплантация на слезка и панкреас по нов модел – опашен раздел на панкреаса и блок слезка-панкреас; шев на аортата и големите съдове на кучета.
- Стомашно-дванадесетопръстно предно косо реконструктивно свързване.
- Стомашно-дуоденално предно косо свързване при улкус калозум и стенози.
- Листовидна ексциозионна пилоропластика с удължаване.
- Пилоропластика с мод. шев Гамби-Даскалов.
- Регулирана по размер икономична резекция на стомаха, съобразно показателите от ацидиметричното инструментално и интраоперативно изследване.
- Опростена селективна ваготомия – пълна и париетоклетъчна /Даскалов/.
- Комбинация на икономична резекция на стомаха с предна коса анастомоза с опростена селективна ваготомия.
- Резекция на стомаха по Билрот II с оформяне на дъно.
- Резекция на стомаха по Билрот I с оформяне на дъно.
- Антеградно отслояване на пилорната зона, субмукозно с електронож.
- Комбинация на Stripping с Narath за разширени вени.
- Денервация, десимпатизация на главата на панкреаса.
- Холедоходуоденостомия тип жабешка уста /антирефлуксна/ с клапан /Даскалов/.
- Папилотомия върху катетер и балончест катетер.
- Остеовирсунготомия с електронож върху катетер.

След 1972 г. във II хирургия защита на докторат „Приноси към техниката на органощадящите и рекунструктивни операции на стомаха. Ново направление в хирургията.“
- Антидъмпингови анастомози – гастройеюностомна анизоперисталтикум.
- Езофагойеюностомна анизоперисталтикум.
- Неогастер – йеюногастропластика с анизоперисталтична носеща бримка и антирефлукс II метода, 8 варианта Даскалов /нов стомах/.
- Модифициран достъп тип Gausset – Даскалов за уточнена холецистектомия.
- Конфлуенс хепатикодуоденоанастомозис.
- Капсулохепатикофенестрацио и перитонео диафрагмофенестрацио при цироза и асцит.
- Инструментално екразиращо субсерозно и прошивно-лигатурно прекъсване на тънко и дебело черво.
- Катерещолигатурно представяне на ретроцекален апендикс.
- Илеолумбален достъп при ретроцекален апендикулярен абцес.
- Фиксацио тестис модификата при крипторхизмус.
- Циркумсцизио парциалис препуции.
- Сомервел с фундусектомия.
- Подобрение на Хелер-Нисен.
- Пилоромиотомия с елекронож.
- Безлигатурна електрокоагалацонна хемостаза при резекция и антректомия.
- Резекцио тип Маки с електронож пилоромиотомия.
- Езофагоантроантирефлукс анастомозия.
- Двуреден трислоен шев и антирефлукс анастомозис.
- Езофагоантроанастомозис препилорика при резекцио вентрикули проксималис.
- Перитонеално подсигуряване на чревния чукан при латеро-терминална колоректална анастомоза.
- Илеонеоампулоректи анастомозис III варианта.
- Тирш с антимикробен конец и loop конец.
- Сигмонеовезика уриналис при блокампутацио /резекцио/ ректи.

Чрез трудовете си проф. Даскалов инициира с пионерски техники следните нови направления:
- органощадящи и реконструктивни операции от 1962 г. редуоденизация на стомаха, нов стомах, нова ампула на ректума.
- патогенетично целесъобразени операции от 1962 г. с биологично приспособяване блезко до нормата и резултати конкуриращи и по-добри от международно признатите. Антирефлуксни анастомози на жлъчните канали и червата.
- съчетани /едновременни/ при съпътстващи /съчетани/ заболявания от 1956 г. и разширени операции /гастректомия с чернодробна резекция или лобектомия; резекция на колона с резекция на черния дроб или на правото черво с пикочния мехур при рак и нео везика уриналис /нов пикочен мехур/.
- паренхим регенерация стимулиращ операции за черен дроб и панкреас – дрениращи, кръвоснабдяващи.
- херниопластики и комбинирани херноипластики с операции за пролапси на ректума /правото черво/ и гениталиите при жената.
- експериментални трансплантации с успех за слезка, панкреас и блок слезка панкреас.

## Признание
Проф. д-р Марко Николов Даскалов е носител на:
- орден „Кирил и Методий“ I ст. за високи научни постижения в оперативнопрактическа и преподавателска работа,
- почетен знак от МЗ за високи постижения в хирургичната наука, иновации в оперативнопрактическата работа,
- юбилеен медал на Българското хирургическо дружество,
- почетен медал за заслуги от БЛС,
- орден за цялостни литературни и поетични постижения от Съюза на независимите писатели.